# Anthony Baron
Anthony Baron (Villepinte, 29 dicembre 1992) è un calciatore francese, attaccante del Servette.

## Carriera

### Club
Baron ha iniziato a giocare nel Lormont e per la maggior parte degli inizi della sua carriera ha militato in società semiprofessionistiche francesi. Ha giocato con Bourges Foot, Chartres, le riserve dell'Amiens, Lusitanos Saint-Maur e St-Pryvé St-Hilarie. Nel 2019 ha lasciato la Francia per firmare un contratto con gli svizzeri dello Stade Nyonnais. Il 16 giugno 2021 viene acquistato dallo Yverdon, formazione della seconda divisione svizzera.

### Nazionale
Baron ha esordito con la nazionale della Guadalupa il 16 ottobre 2018, nell'incontro terminato 0-0 contro Aruba nella CONCACAF Nations League. In seguito viene convocato per la CONCACAF Gold Cup 2021.

## Statistiche

### Cronologia presenze e reti in nazionale
| Cronologia completa delle presenze e delle reti in nazionale ― Guadalupa | Cronologia completa delle presenze e delle reti in nazionale ― Guadalupa | Cronologia completa delle presenze e delle reti in nazionale ― Guadalupa | Cronologia completa delle presenze e delle reti in nazionale ― Guadalupa | Cronologia completa delle presenze e delle reti in nazionale ― Guadalupa | Cronologia completa delle presenze e delle reti in nazionale ― Guadalupa | Cronologia completa delle presenze e delle reti in nazionale ― Guadalupa | Cronologia completa delle presenze e delle reti in nazionale ― Guadalupa |
| Data                                                                     | Città                                                                    | In casa                                                                  | Risultato                                                                | Ospiti                                                                   | Competizione                                                             | Reti                                                                     | Note                                                                     |
| ------------------------------------------------------------------------ | ------------------------------------------------------------------------ | ------------------------------------------------------------------------ | ------------------------------------------------------------------------ | ------------------------------------------------------------------------ | ------------------------------------------------------------------------ | ------------------------------------------------------------------------ | ------------------------------------------------------------------------ |
| 17-10-2018                                                               | Les Abymes                                                               | Guadalupa                                                                | 0 – 0                                                                    | Aruba                                                                    | CONCACAF Nations League 2019-2020 - Qualificazioni                       | -                                                                        |                                                                          |
| 20-11-2018                                                               | Willemstad                                                               | Curaçao                                                                  | 6 – 0                                                                    | Guadalupa                                                                | CONCACAF Nations League 2019-2020 - Qualificazioni                       | -                                                                        |                                                                          |
| 7-9-2019                                                                 | Les Abymes                                                               | Guadalupa                                                                | 5 – 1                                                                    | Sint Maarten                                                             | CONCACAF Nations League 2019-2020 - 1º turno                             | 1                                                                        |                                                                          |
| 10-9-2019                                                                | Providenciales                                                           | Turks e Caicos                                                           | 0 – 3                                                                    | Guadalupa                                                                | CONCACAF Nations League 2019-2020 - 1º turno                             | -                                                                        |                                                                          |
| 15-10-2019                                                               | Willemstad                                                               | Sint Maarten                                                             | 1 – 2                                                                    | Guadalupa                                                                | CONCACAF Nations League 2019-2020 - 1º turno                             | -                                                                        | 88’                                                                      |
| 24-6-2021                                                                | Fort-de-France                                                           | Martinica                                                                | 1 – 2                                                                    | Guadalupa                                                                | Amichevole                                                               | -                                                                        |                                                                          |
| 3-7-2021                                                                 | Fort Lauderdale                                                          | Guadalupa                                                                | 2 – 0                                                                    | Bahamas                                                                  | Qual. Gold Cup 2021                                                      | -                                                                        |                                                                          |
| 7-7-2021                                                                 | Fort Lauderdale                                                          | Guatemala                                                                | 1 – 1 (9 - 10 dtr)                                                       | Guadalupa                                                                | Qual. Gold Cup 2021                                                      | -                                                                        |                                                                          |
| 13-7-2021                                                                | Orlando                                                                  | Costa Rica                                                               | 3 – 1                                                                    | Guadalupa                                                                | Gold Cup 2021 - 1º turno                                                 | -                                                                        |                                                                          |
| 17-7-2021                                                                | Orlando                                                                  | Guadalupa                                                                | 1 – 2                                                                    | Giamaica                                                                 | Gold Cup 2021 - 1º turno                                                 | -                                                                        |                                                                          |
| 21-7-2021                                                                | Houston                                                                  | Suriname                                                                 | 2 – 1                                                                    | Guadalupa                                                                | Gold Cup 2021 - 1º turno                                                 | -                                                                        |                                                                          |
| 23-3-2022                                                                | Orléans                                                                  | Guadalupa                                                                | 0 – 2                                                                    | Capo Verde                                                               | Amichevole                                                               | -                                                                        | Cap.                                                                     |
| 26-3-2022                                                                | Bondoufle                                                                | Guadalupa                                                                | 3 – 4                                                                    | Martinica                                                                | Amichevole                                                               | -                                                                        | Cap.                                                                     |
| 3-6-2022                                                                 | Les Abymes                                                               | Guadalupa                                                                | 2 – 1                                                                    | Cuba                                                                     | CONCACAF Nations League 2022-2023 - 1º turno                             | -                                                                        | Cap.                                                                     |
| 6-6-2022                                                                 | Basseterre                                                               | Antigua e Barbuda                                                        | 1 – 0                                                                    | Guadalupa                                                                | CONCACAF Nations League 2022-2023 - 1º turno                             | -                                                                        | 61’                                                                      |
| 10-6-2022                                                                | Gros Islet                                                               | Barbados                                                                 | 0 – 1                                                                    | Guadalupa                                                                | CONCACAF Nations League 2022-2023 - 1º turno                             | -                                                                        | Cap.                                                                     |
| 13-6-2022                                                                | Les Abymes                                                               | Guadalupa                                                                | 2 – 1                                                                    | Barbados                                                                 | CONCACAF Nations League 2022-2023 - 1º turno                             | -                                                                        | Cap.                                                                     |
| 23-3-2023                                                                | Les Abymes                                                               | Guadalupa                                                                | 0 – 1                                                                    | Antigua e Barbuda                                                        | CONCACAF Nations League 2022-2023 - 1º turno                             | -                                                                        |                                                                          |
| 16-6-2023                                                                | Fort Lauderdale                                                          | Antigua e Barbuda                                                        | 0 – 5                                                                    | Guadalupa                                                                | Qual. Gold Cup 2023                                                      | -                                                                        |                                                                          |
| 20-6-2023                                                                | Fort Lauderdale                                                          | Guadalupa                                                                | 2 – 0                                                                    | Guyana                                                                   | Qual. Gold Cup 2023                                                      | -                                                                        |                                                                          |
| 27-6-2023                                                                | Toronto                                                                  | Canada                                                                   | 2 – 2                                                                    | Guadalupa                                                                | Gold Cup 2023 - 1º turno                                                 | -                                                                        |                                                                          |
| 1-7-2023                                                                 | Houston                                                                  | Cuba                                                                     | 1 – 4                                                                    | Guadalupa                                                                | Gold Cup 2023 - 1º turno                                                 | 1                                                                        |                                                                          |
| 4-7-2023                                                                 | Harrison                                                                 | Guadalupa                                                                | 2 – 3                                                                    | Guatemala                                                                | Gold Cup 2023 - 1º turno                                                 | -                                                                        |                                                                          |
| 7-9-2023                                                                 | Basseterre                                                               | Saint Kitts e Nevis                                                      | 1 – 2                                                                    | Guadalupa                                                                | CONCACAF Nations League 2023-2024 - 1º turno                             | -                                                                        |                                                                          |
| 10-9-2023                                                                | Petit-Canal                                                              | Guadalupa                                                                | 4 – 0                                                                    | Sint Maarten                                                             | CONCACAF Nations League 2023-2024 - 1º turno                             | -                                                                        |                                                                          |
| 16-11-2023                                                               | Bridgetown                                                               | Sint Maarten                                                             | 0 – 2                                                                    | Guadalupa                                                                | CONCACAF Nations League 2023-2024 - 1º turno                             | -                                                                        | 6’                                                                       |
| 5-9-2024                                                                 | San José                                                                 | Costa Rica                                                               | 3 – 0                                                                    | Guadalupa                                                                | CONCACAF Nations League 2024-2025 - 1º turno                             | -                                                                        | cap.                                                                     |
| 9-9-2024                                                                 | Le Gosier                                                                | Guadalupa                                                                | 1 – 0                                                                    | Suriname                                                                 | CONCACAF Nations League 2024-2025 - 1º turno                             | -                                                                        | Cap.                                                                     |
| 11-10-2024                                                               | Le Gosier                                                                | Guadalupa                                                                | 0 – 1                                                                    | Martinica                                                                | CONCACAF Nations League 2024-2025 - 1º turno                             | -                                                                        | Cap.                                                                     |
| 15-10-2024                                                               | Le Gosier                                                                | Martinica                                                                | 0 – 0                                                                    | Guadalupa                                                                | CONCACAF Nations League 2024-2025 - 1º turno                             | -                                                                        | cap.                                                                     |
| 15-11-2024                                                               | George Town                                                              | Isole Cayman                                                             | 0 – 6                                                                    | Guadalupa                                                                | CONCACAF Nations League 2024-2025 - Spareggio                            | -                                                                        | cap. 75’                                                                 |
| 19-11-2024                                                               | Le Gosier                                                                | Guadalupa                                                                | 1 – 0                                                                    | Isole Cayman                                                             | CONCACAF Nations League 2024-2025 - Spareggio                            | -                                                                        | Cap. 41’ 68’                                                             |
| 21-3-2025                                                                | Le Gosier                                                                | Guadalupa                                                                | 1 – 0                                                                    | Nicaragua                                                                | Qual. Gold Cup 2025                                                      | -                                                                        | cap.                                                                     |
| 25-3-2025                                                                | Managua                                                                  | Nicaragua                                                                | 0 – 1                                                                    | Guadalupa                                                                | Qual. Gold Cup 2025                                                      | -                                                                        | cap.                                                                     |
| 16-6-2025                                                                | Carson                                                                   | Panama                                                                   | 5 – 2                                                                    | Guadalupa                                                                | Gold Cup 2025 - 1° turno                                                 | -                                                                        | cap.                                                                     |
| 20-6-2025                                                                | San Jose                                                                 | Giamaica                                                                 | 2 – 1                                                                    | Guadalupa                                                                | Gold Cup 2025 - 1° turno                                                 | -                                                                        | cap.                                                                     |
| 24-6-2025                                                                | Houston                                                                  | Guadalupa                                                                | 2 – 3                                                                    | Guatemala                                                                | Gold Cup 2025 - 1° turno                                                 | -                                                                        | Cap. 12’ 68’                                                             |
| Totale                                                                   |                                                                          | Presenze                                                                 | 37                                                                       |                                                                          | Reti                                                                     | 2                                                                        |                                                                          |

## Palmarès

### Club

#### Competizioni nazionali
- Coppa Svizzera: 1

Servette: 2023-2024